# Адамс Михайло Іванович
Михайло Іванович Адамс (або Йоганн Фрідріх Міхаель Адамс) 30 червня 1780 — 1 липня 1832) — натураліст-зоолог, ботанік, член-кореспондент Імператорської Санкт-Петербурзької академії наук, ординарний професор ботаніки Московського університету та Медико-хірургічної академії (з 1811 року). Почесний член Академії наук (1814).

## Біографія
Навчався у 1795-1796 роках у медичній школі Санкт-Петербурга. У 1800-1802 роках брав участь в експедиціях у Південному Кавказі під керівництвом графа Мусіна-Пушкіна. 1805 року він був частиною наукової експедиції, прикріпленої до невдалої дипломатичної місії графа Юрія Головкіна у Китай. Після провалу місії разом із багатьма іншими вченими залишився у Сибіру проводити свої дослідження. 1806 року в Якутську він почув про викопаного мамонта, знайденого поблизу гирла річки Лени. Він поспішно організував експедицію до місця розкопок, де зміг відновити велику частину скелета, шкіри та майже сорок фунтів волосяного покрову. На той час, та і протягом майже століття після цієї знахідки, це був найповніший скелет викопаного мамонта. Зараз скелет зберігається в Зоологічному музеї Російської академії наук у Санкт-Петербурзі, де він відомий як Мамонт Адамса.

## Публікації
- Relation abrégée d’un voyage á la mer Glaciale et découvertes des restes d’un mamout. — СПб., 1807—1808.

## Вшанування
На честь Михайла Івановича Адамса були названі:
- роди рослин: Adamsia Fisch. ex Steud., 1821 (зараз вважається Geum L. — Гравілат) та Adamsia Willd., 1808 (нині вважається Puschkinia Adams — Пушкінія)
- види рослин: Artemisia adamsii Besser, 1834 — Полин Адамса, Draba adamsii Ledeb., 1841 (Крупка Адамса, нині вважається синонімом Draba alpina var. adamsii (Ledeb.) O.E.Schulz), Scutellaria adamsii (Шоломник Адамса, зараз вважається синонімом Scutellaria baicalensis Georgi), Campanula adamii (Дзвіночок Адамса, нині вважається синонімом Campanula bellidifolia subsp. bellidifolia).